# المحرة
المهارة  ، مدينة وبلدية تابعة لدائرة الشلالة بولاية البيض الجزائرية.

## أصل التسمية
تقع بلدية المحرة في الجنوب العربي لولاية البيض يحدها من الشمال بلدية توسمولين وبلدية الكاف الأحمر ومن الجنوب بلدية بوسمغون بلدية الشلالة وبلدية الأبيض سيد الشيخ وكذا بلدية اربوات ومن الشرق بلدية البيض وبلدية عين العراك ومن الغرب ولاية النعامة (بلدية المشرية بلدية النعامة وبلدية عسلة)تمتاز بارضي خصبة وسهبية وهي منطقة رعوية تتوفر على نبتات عديدة منها الدرين، الحلفاء والاشجار البطم وكذا نبتات علفية للمواشي مثل القطفة والسدر تبعد بلدية المحرة عن الولاية بحوالي 80كلم تابعة إداريا لدائرة الشلالة يبلغ عدد سكانها بحوالي 12157 نسمة أغلبهم بدورحل لديها 3 قرى ثنوية وهي قرية الدغيمة بها حوالي 900 نسمة تبعد بحوالي 15كلم عن التجمع الرئيسي نشاط سكنها الفلاحة، قرية الخضر بها حوالي 700نسمة تبعد عن مقر البلدية حوالي 20كلم نشاط سكانها تربية المواشي، قرية بن هجام بها حوالي 600نسمة تبعد عن مقر البلدية حوالي 20كلم نشاط سكانها تربية المواشي اما سكان التجمع الرئيسي يمتاز سكانها بالعمل اليومي وتربية المواشي، اما باقي السكان الرحل البدو فهي النسبة الأكثر يمتاز نشاطهم بتربية المواشي لها مواد مائية هائلة بها ضاية الويين التي يتوافد لها أكثر من 100 نوع من الطيور المهاجرة سنويا

## الموقع
تقع بلدية المحرة في غرب ولاية البيض، يحدها كل من:
- شمالا: بلدية الكاف الأحمر بلدية توسمولين بلدية الرقاصة
- جنوبا: بلدية بوسمغون، بلدية الأبيض سيد الشيخ بلدية الشلالة، بلدية اربوات
- شرقا: بلدية البيض، بلدية عين العرك
- غربا: ولاية النعامة (بلدية المشرية، بلدية النعامة، بلدية عسلة)

### التضاريس
منطقة بها جبال

## التاريخ
كانت في الحقبة الاستعمارية منطقة مستهدفة حيت شهدت معركة تزينة في مقاومة الشيخ بوعمامة وقدمت هذه المنطقة أكثر من 40 فارس سقطو في هذه المعركة وفي حرب التحرير قدمت حوالي 93 شهيد

## أحياء وقرى البلدية
تضم البلدية قرى ريفية:
- المحرة
- الدغيمة
- الخضر.

```
* بن هجام
```

## النشاط الرياضي
كان أول تأسيس لنادي رياضي هاوي سنة 1986 
تمت مشاركة في البطولة الولائية سنة 2001/2002/2003/2004/2008/2012/2013 
تمت المشاركة في جل المنسبات الرياضية رغم انها لا توجد بها مرافق رياضية 
تمت المشاركة في السباق الولائي سنة 2011 حازت علي المرتبة الأولى في صنف اواسط 
المشاركة في نصف المرطون 2013

## الاقتصاد
الاقتصاد الذي تمتاز به البلدية هو تربية المواشي ولها رابع سوق اسبوعية على مستوي الولاية وتتوفر بها المادة اولية مثل الصوف وبيع السمن الحيوني (الدهان) وبيع البان (مثل الكليلة) لها توزيع محصول وفير من الترفاس.

## الفلاحة
تمتاز قرية الدغيمة العتيقة ببساتينها الخضراء وبيد عاملة في الفلاحة ولها اكتفاء ذاتي في الخضر وبعض الفواكه رغم نقص المياه بها

## الصناعة
توجد فيها صنة تقليدية مثل صناعة الحلفاء وصنعة الخيمة الحمراء وصنعو الصوف مثل الافرشة والزرابي

## وصلات أخرى

### وصلات داخلية
- دائرة الشلالة
- ولاية البيض

### وصلات خارجية
- إذاعة البيض الجهوية: الموقع الرسمي.
- الموقع الرسمي لولاية البيض.
- متوسطة ابن خلدون (البيض).